# Красногвардейское (Красногвардейский район, Крым)
Красногварде́йское (до 1944 г. Курма́н-Кемельчи́; укр. Красногвардійське, крымскотат. Qurman, Къурман) — посёлок городского типа (согласно украинскому законодательству посёлок) в степном Крыму. По российскому административно-территориальному делению центр Красногвардейского района Крыма и Красногвардейского сельского поселения Республики Крым. Согласно законам Украины посёлок носит название Курман и является центром Курманского района Автономной Республики Крым.

## География
Посёлок расположен на магистральной железной дороге Севастополь — Симферополь — Мелитополь, которая связывает Крым с континентом. Железнодорожная станция, расположенная в Красногвардейском носит название Урожайная.

Также посёлок проходит региональная автодорога 35А-002. Имеется автостанция междугородного и местного автобусного сообщения.

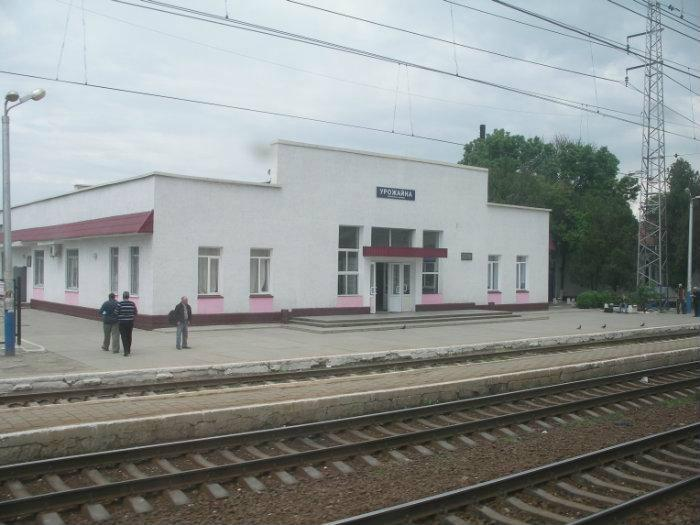
Станция Урожайная, здание вокзала
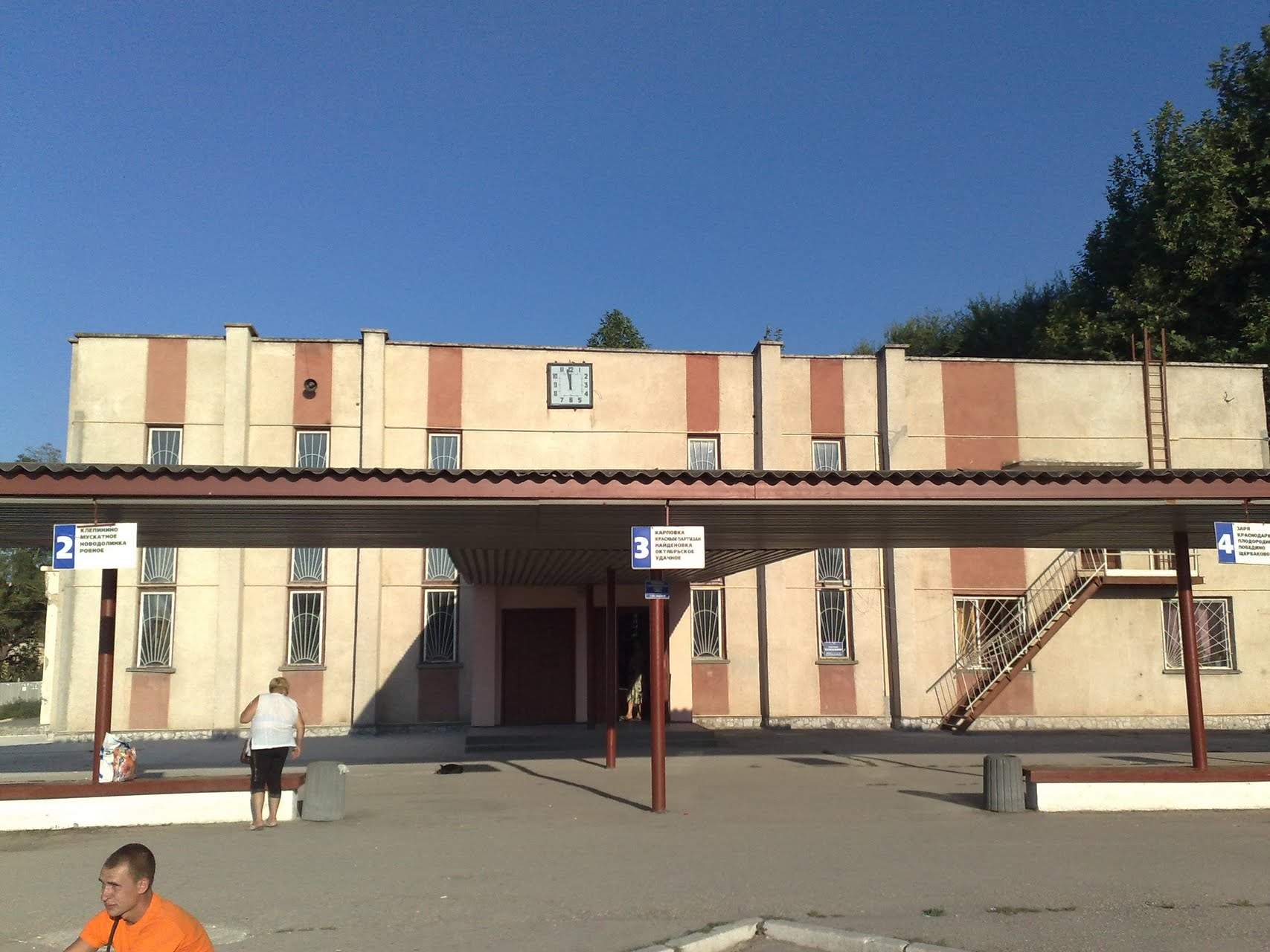
Автостанция Красногвардейское
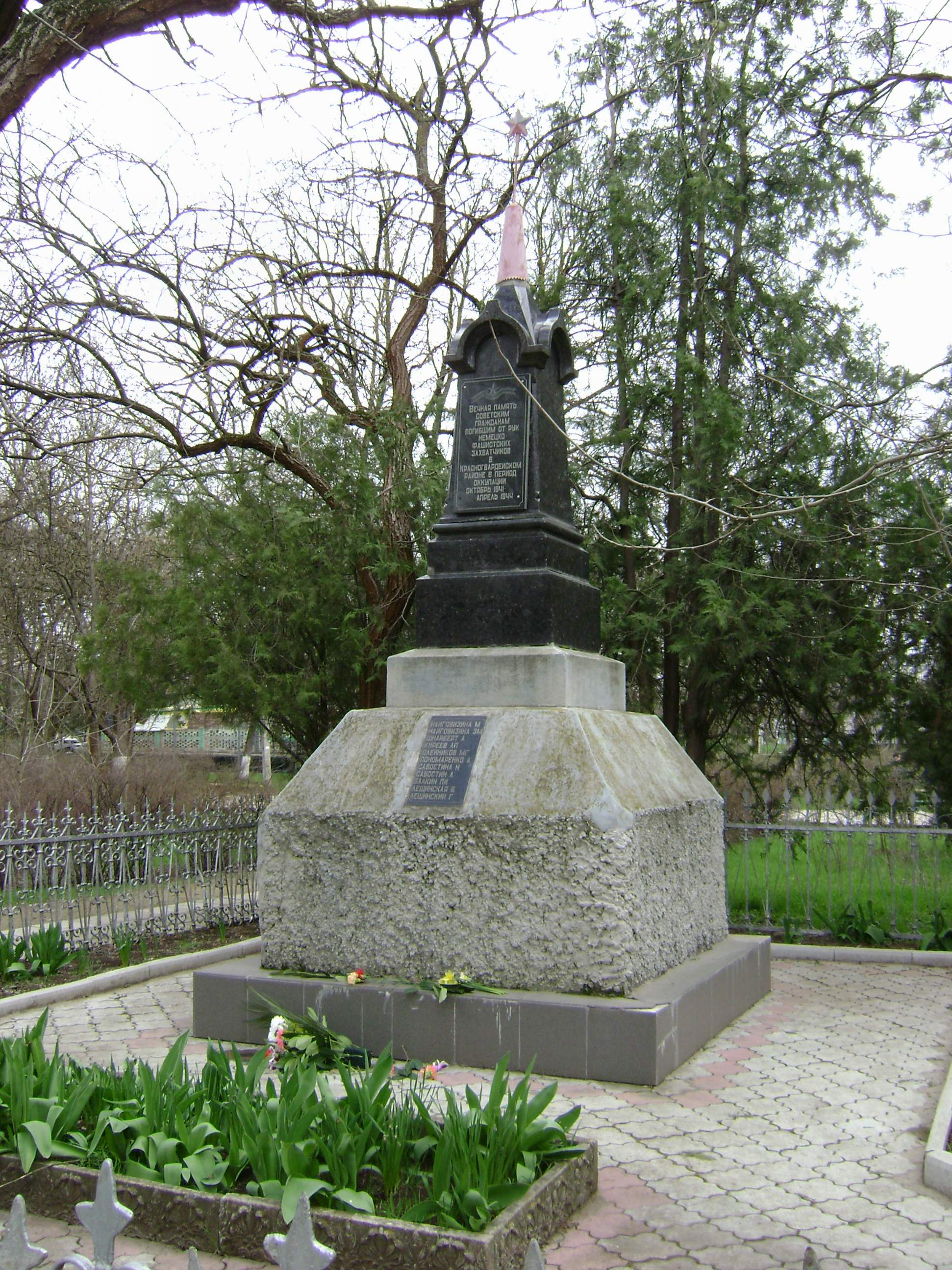
Братская могила советских воинов и мирных жителей, парк  Объект культурного наследия народов РФ регионального значения. Рег. № 911710950670005 (ЕГРОКН)

## Население
| 1805    | 1926    | 1939    | 1959    | 1970    | 1979    | 1989    | 2001    |
| ------- | ------- | ------- | ------- | ------- | ------- | ------- | ------- |
| 48      | ↗811    | ↗2878   | ↗4227   | ↗7630   | ↗9091   | ↗11 448 | ↘11 112 |
| 2006    | 2009    | 2010    | 2011    | 2012    | 2013    | 2014    | 2021    |
| ↘10 700 | ↘10 674 | ↗10 708 | ↗10 714 | ↗10 742 | ↗10 766 | ↗11 134 | ↘11 073 |

Национальный состав
1805 год — 48 чел. (все крымские татары)
1926 год — 811 чел. (617 русских, 74 еврея, 61 немец, 24 украинца, 8 армян, 5 крымских татар, 5 греков).

## История
До 1944 года здесь было село под названием Курман-Кемельчи или Курман. «Курман» в переводе с тюркского означает «полевой стан». Назван по фамилии крымскотатарских мурз Кемельчи, владевшими этими землями до 1783 года.
12 ноября 1920 года в балке вблизи от станции Курман-Кемельчи (крымскотат. Qurman) состоялся один из последних боёв между частями РККА и Русской армии Врангеля. Сохранившиеся от русской императорской гвардии остатки гвардейских сапёров и батальон марковцев почти все погибли, прикрывая отход своих войск. Они задержали продвижение конницы М. В. Фрунзе, которая должна была прорваться к Севастополю и помешать Крымской эвакуации. В 2020 году у села Видное открыт памятный знак этому сражению.
В 1921 году село стало посёлком, центром Курманского района, входившего в состав Джанкойского уезда. В 1935 году — центром вновь созданного Тельмановского района в составе Крымской АССР РСФСР в СССР.
1 ноября 1941 года Курман был оккупирован немецко-фашистскими войсками во время Великой Отечественной войны, а 12 апреля 1944 года был освобождён войсками 19-го танкового корпуса 51-й армии.
27 декабря 1944 года посёлок был переименован в Красногвардейское, ставший центром Красногвардейского района.
Развитие посёлка в послевоенное время прежде всего связано со строительством Красногвардейской ветки (38 км) Северо-Крымского канала, которая 14 октября 1969 года заполнилась водами Днепра.
В сентябре 1957 года п. Красногвардейское стало поселком городского типа.
12 мая 2016 года Верховная рада Украины, не признающая аннексию Крыма Российской Федерацией, приняла постановление о переименовании посёлка в Курман (укр. Курман), в соответствии с законами о декоммунизации, однако данное решение не вступает в силу до «возвращения Крыма под общую юрисдикцию Украины».

## Климат
Климат умеренный, жаркий, с умеренно мягкой зимой. Средняя температура января — 1,4 °C, июля + 26,4 °C. Уровень осадков — 322 мм в год.
| Показатель              | Янв. | Фев.  | Март  | Апр.  | Май  | Июнь | Июль | Авг. | Сен. | Окт.  | Нояб. | Дек.  | Год   |
| ----------------------- | ---- | ----- | ----- | ----- | ---- | ---- | ---- | ---- | ---- | ----- | ----- | ----- | ----- |
| Абсолютный максимум, °C | 16,4 | 22,9  | 26,7  | 30,5  | 35,2 | 39,7 | 41,5 | 41,9 | 38,2 | 34,3  | 26,7  | 23,9  | 42,9  |
| Средняя температура, °C | 1,4  | 1,0   | 5,1   | 10,2  | 16,6 | 23,3 | 26,3 | 26,9 | 19,5 | 14,3  | 8,4   | 3,5   | 13,0  |
| Абсолютный минимум, °C  | −26  | −31,3 | −17,4 | −10,1 | −6,4 | 3,7  | 4,6  | 6,0  | −5,9 | −11,4 | −16,7 | −20,2 | −31,3 |
| Норма осадков, мм       | 26   | 27    | 30    | 33    | 33   | 32   | 22   | 19   | 24   | 29    | 31    | 25    | 322   |